# Karl Behr

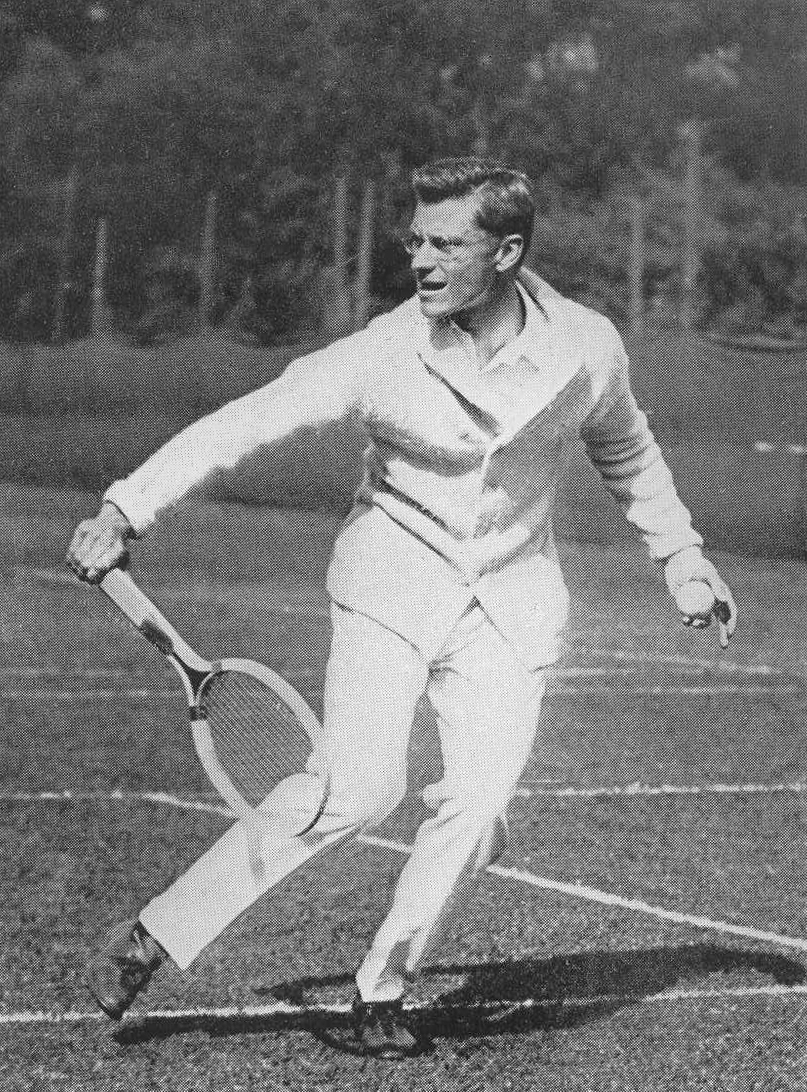
Karl Behr

Karl Howell Behr, född den 30 maj 1885, Brooklyn, New York, USA, död den 15 oktober 1949, var en amerikansk högerhänt tennisspelare. Han rankades bland USA:s tio bästa tennisspelare vid flera tillfällen under perioden 1906–15. Som bäst var han nummer tre (1907 och 1914). Karl Behr upptogs 1969 i the International Tennis Hall of Fame.

## Tenniskarriären
Karl Behr vann dubbeltiteln i the U.S. Intercollegiate doubles 1904 under sina studier vid Yale University.
År 1906 besegrade Behr den flerfaldiga mästaren William Larned i andra omgången i Amerikanska mästerskapen (6–4, 6–4, 7–5). Han nådde sedan ända till finalen i the All Comers Round, där han besegrades av den blivande mästaren William Clothier som vann med 6–2, 6–4, 6–2. 
År 1914 nådde han kvartsfinalen i Amerikanska mästerskapen. På vägen dit hade han först besegrat R. Lindley Murray (3–6, 6–2, 7–5, 3–6, 8–6). I kvartsfinalen mötte han den hårtslående och attackerande Richard Williams som vann mötet med 6–2, 6–2, 7–5. Matchen var unik så till vida att det var enda gången två överlevande från Titanic-katastrofen två år tidigare möttes i Amerikanska mästerskapen. 
Karl Behr nådde dubbelfinalen i Wimbledonmästerskapen 1907 tillsammans med Beals Wright. I finalen förlorade amerikanerna mot australiern Norman Brookes och nyzeeländaren Anthony Wilding (4–6, 4–6, 2–6). 
Karl Behr deltog i det amerikanska Davis Cup-laget 1907. Han spelade då sammanlagt tre matcher, alla i the Challenge Round där det amerikanska laget, bestående av Behr och Beals Wright mötte Australasien. Amerikanerna förlorade mötet med 2–3 i matcher och Behr förlorade sina båda singlar mot Norman Brookes (6–4, 4–6, 1–6, 2–6) och Anthony Wilding (6–1, 3–6, 6–3, 5–7, 3–6). Däremot vann amerikanerna dubbeln mot Wilding/Brookes med 3–6, 12–10, 4–6, 6–4, 6–3.

## Spelaren och personen
Karl Behr var en av de överlevande från Titanics förlisning 1912. 